# Leopold Horovitz

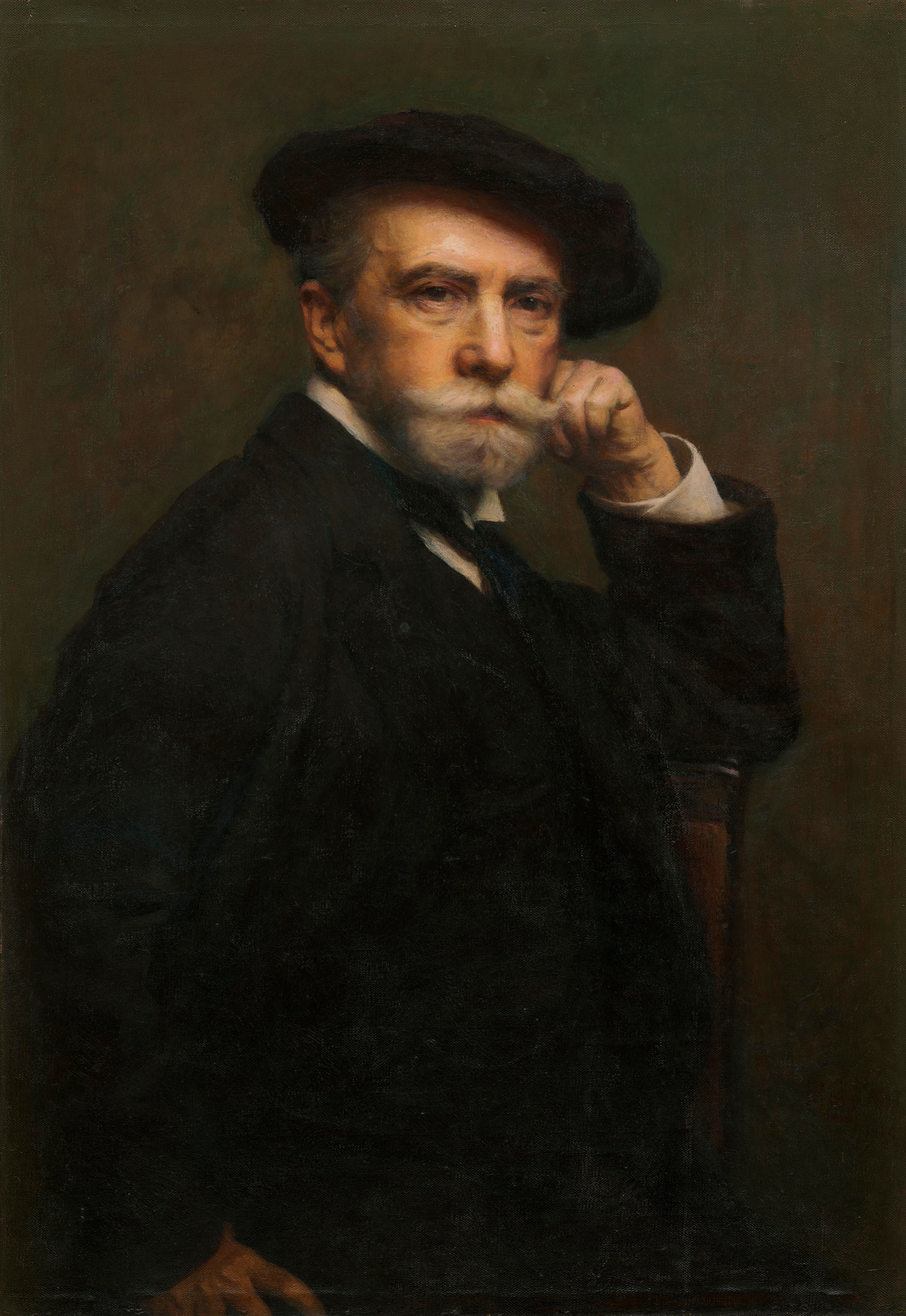
Selbstporträt, 1915

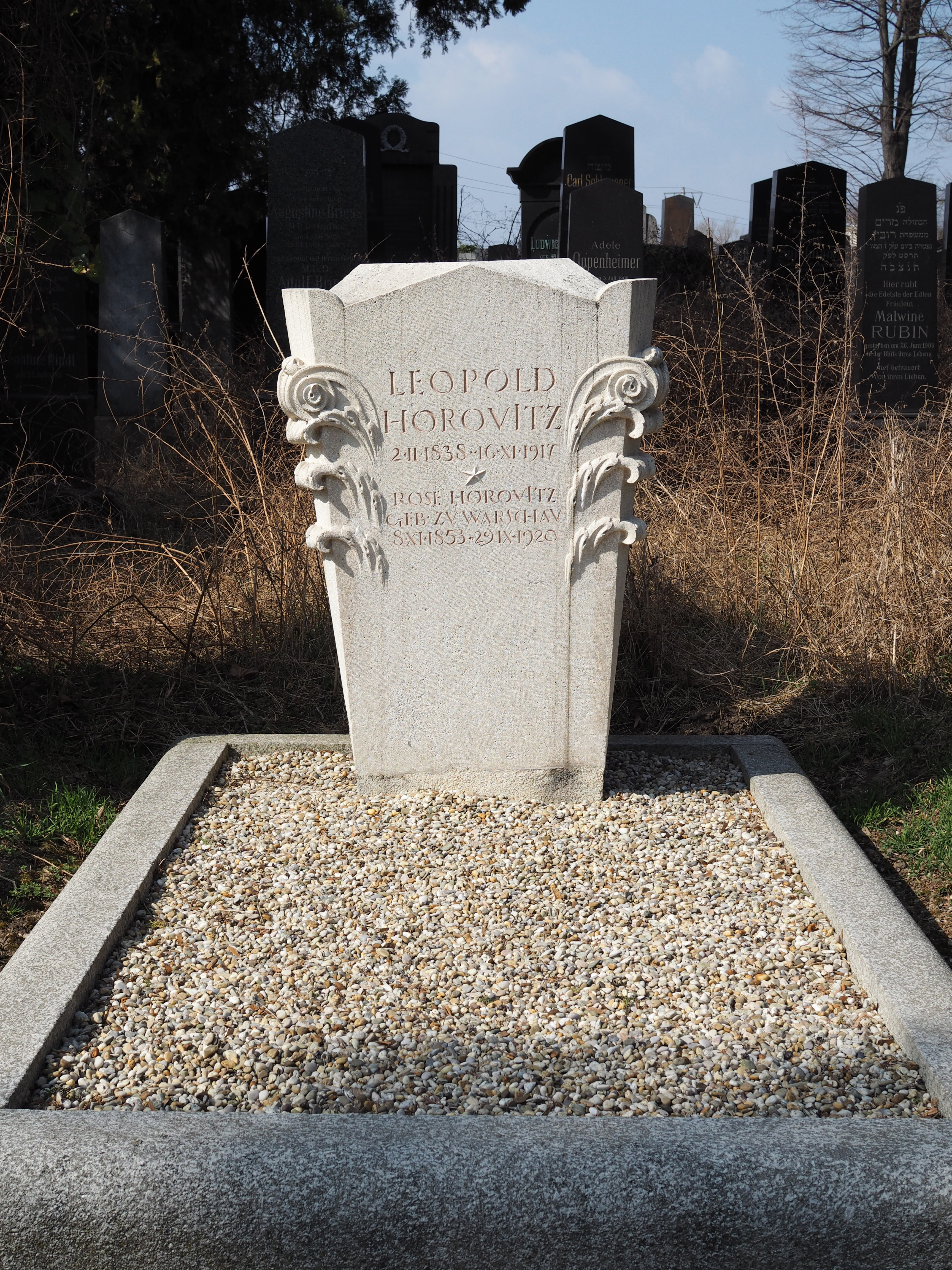
Grab von Leopold Horovitz auf dem Wiener Zentralfriedhof

Leopold Horovitz (auch Lipót Horovitz, auch Horowitz; * 2. Februar 1837 in Rozgony; † 16. November 1917 in Wien) war ein im Kaisertum Österreich geborener Porträtmaler ungarischer Abstammung.

## Leben
Seit 1850 studierte Leopold Horovitz Malerei an der Akademie der bildenden Künste Wien bei Carl Joseph Geiger und Carl Wurzinger. Nach sieben Jahren beendete er das Studium mit dem Preis des 1. Grades.
Nach Aufenthalten in Berlin, Dresden und München ließ er sich in 1860 in Paris nieder, wo er bis 1868 blieb. Dort wurde er als Maler von Genreszenen und Porträts, insbesondere Kinderporträts, bekannt. Seine Bilder zeigten Einflüsse von Rembrandt, später auch Anthonis van Dyck. 1868 kam er nach Warschau. Oft besuchte er Budapest, Wien und Berlin, um adlige Damen zu porträtieren. In Warschau schuf er auch Bilder aus dem Leben der jüdischen Diaspora, wie Gebete in einer Synagoge am Jahrestag der Zerstörung des Jerusalemer Tempels.
Anerkennung brachten ihm die Porträts von Georg Brandes, Mór Jókai, der Fürstin Sapieha und des Fürsten Zamoyski. Im Jahre 1891 wurde er mit einer Goldmedaille auf der Berliner Ausstellung geehrt. Seit 1893 war er in Wien tätig.
Sein Grab befindet sich auf dem alten jüdischen Friedhof am Wiener Zentralfriedhof (Tor 1; Gruppe 52a, Reihe 1, Nr. 17). Seine Tochter war die Chemikerin Stephanie Horovitz.

## Galerie

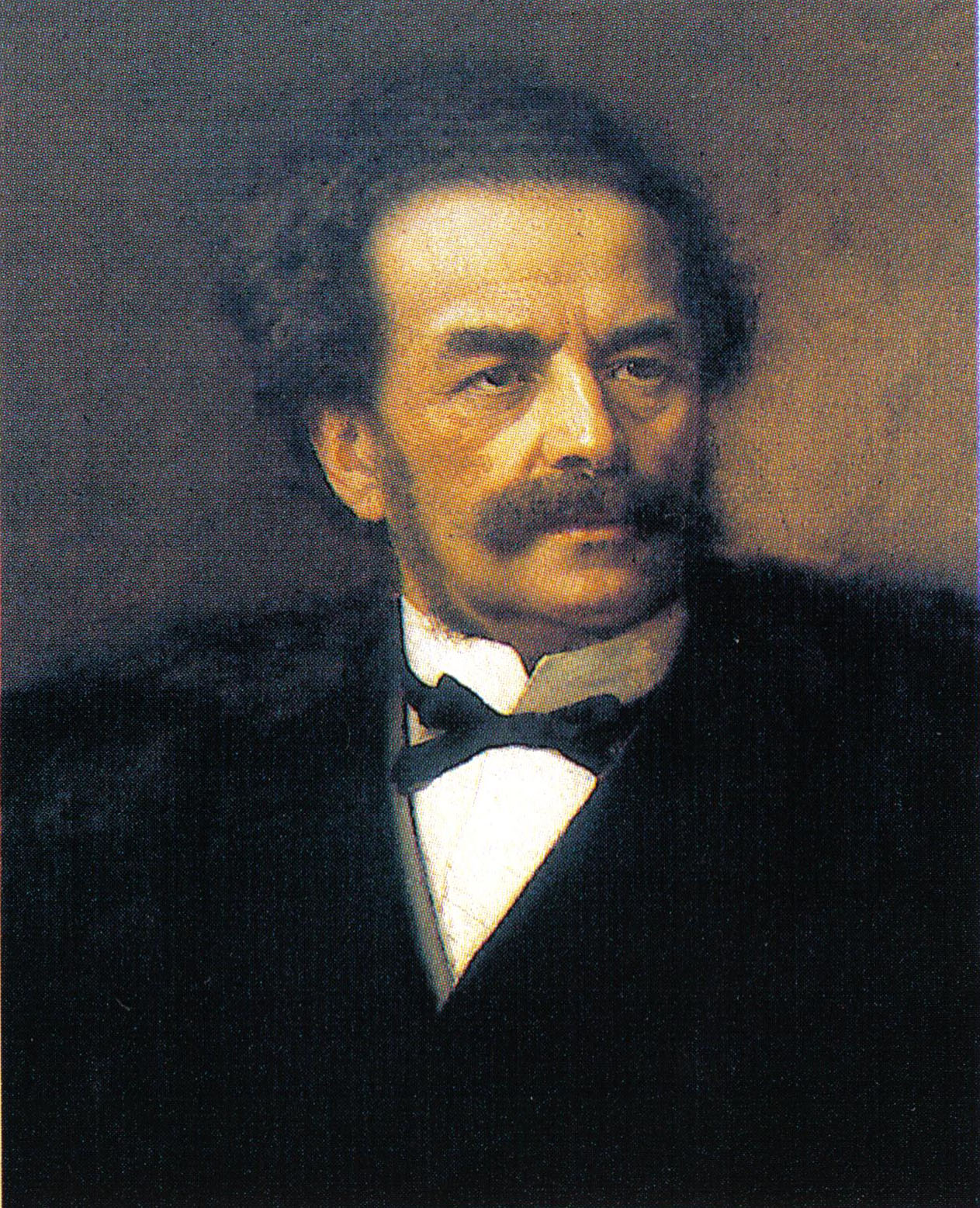
Leopold Stanisław Kronenberg
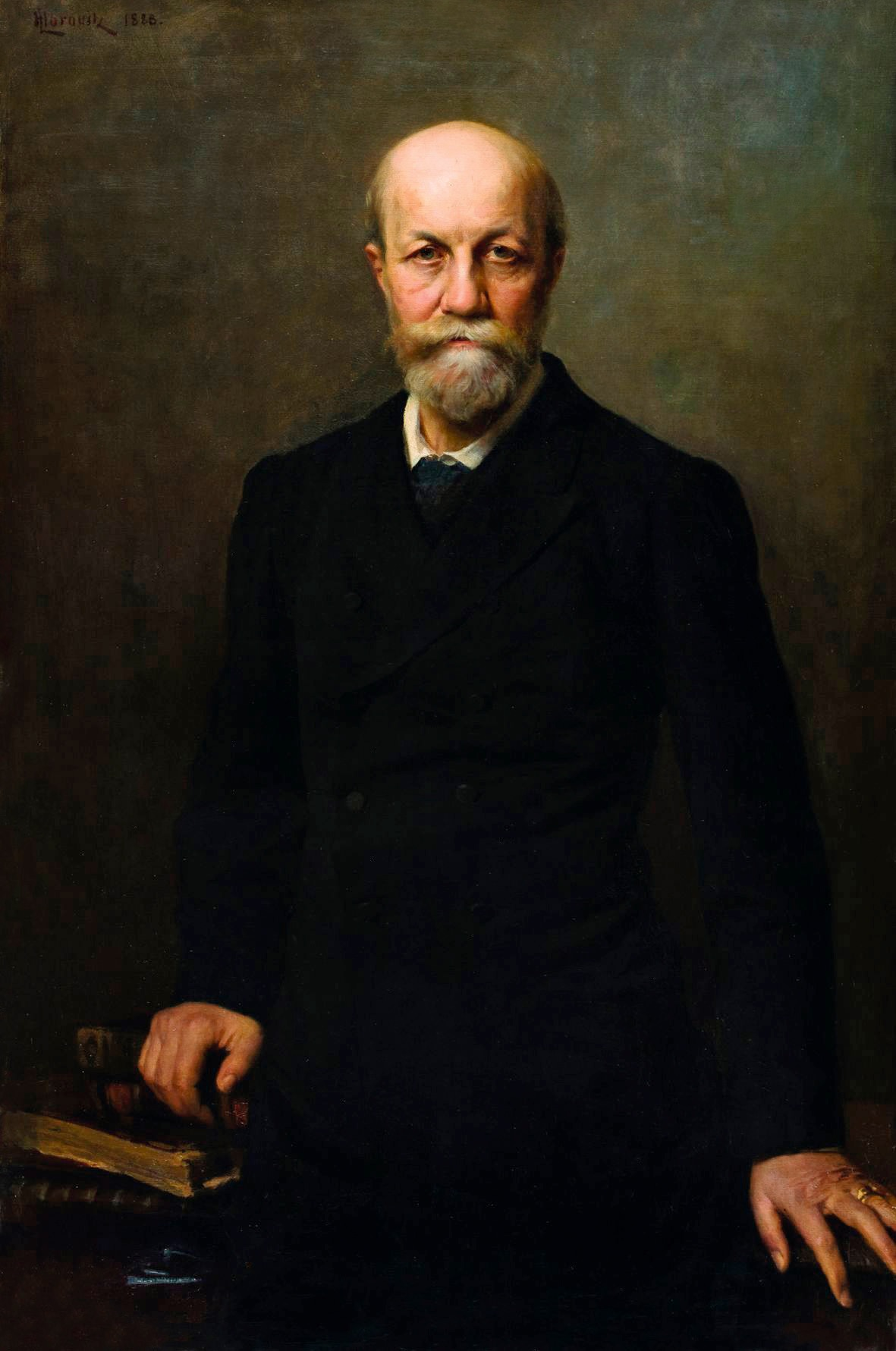
Mór Jókai, 1888
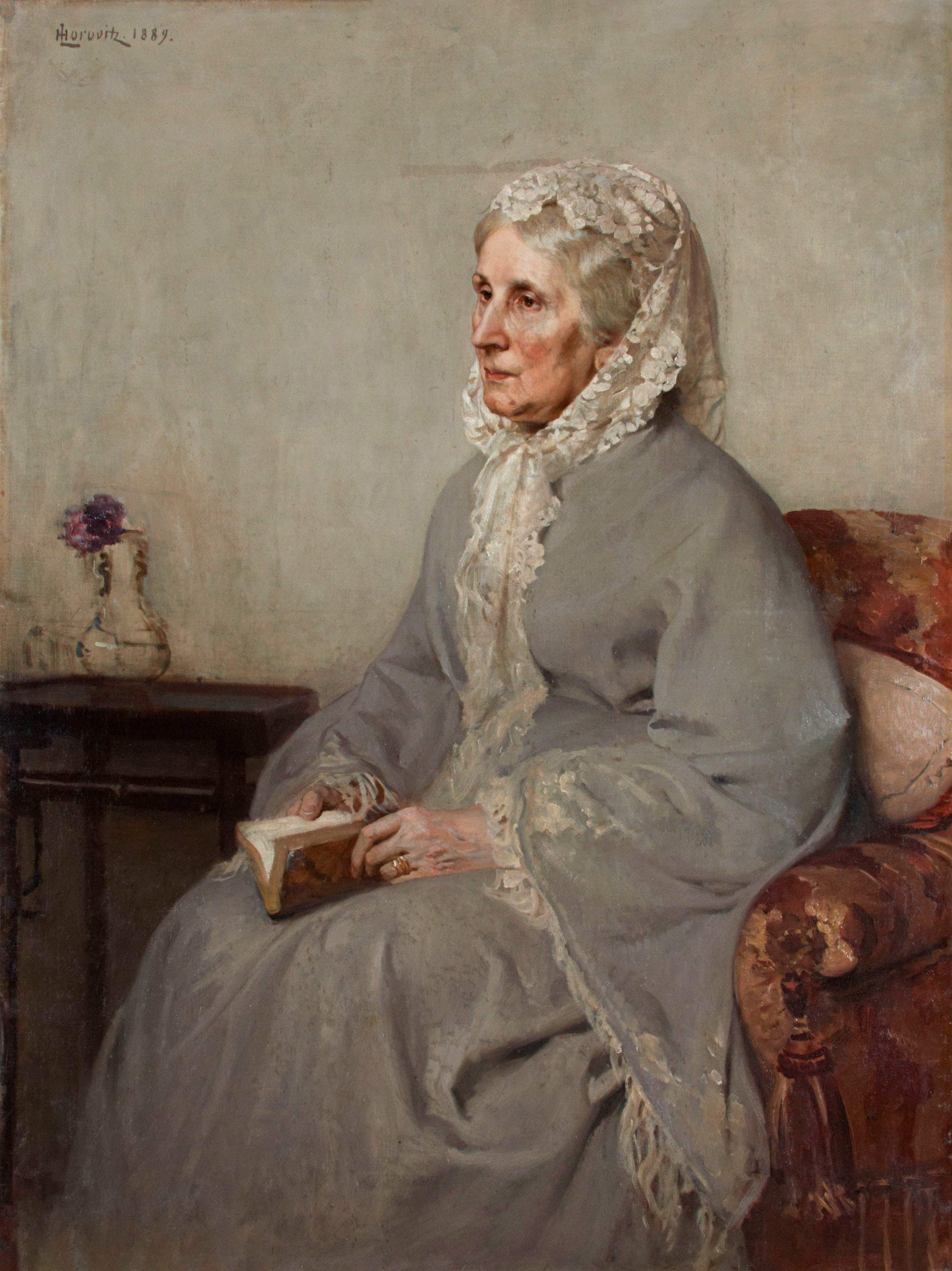
Fürstin Izabela Maria Lubomirska, 1889
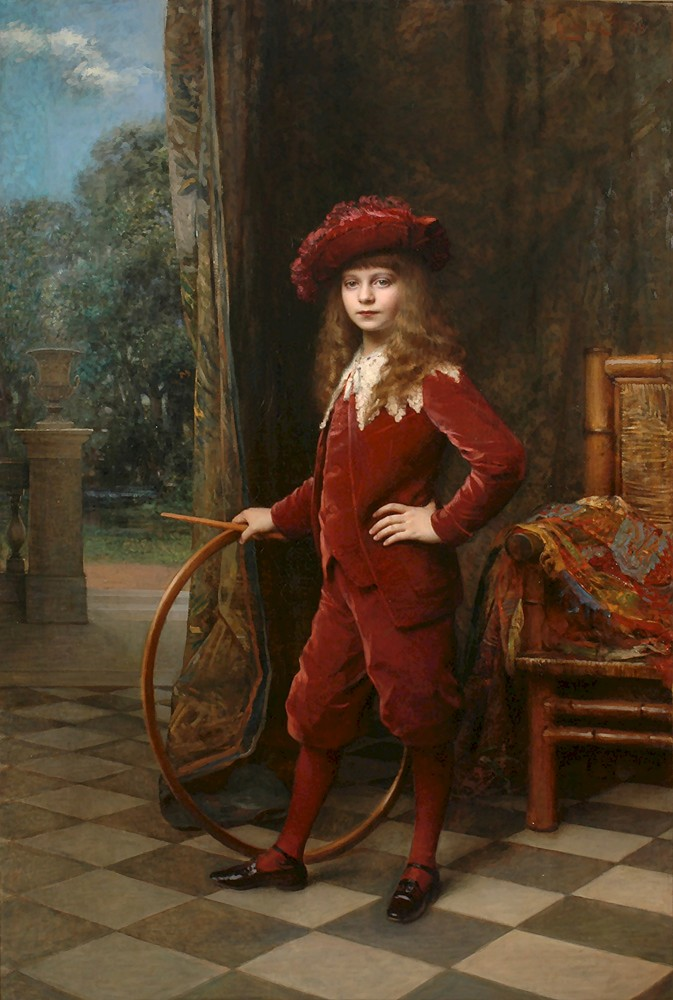
Oscar Ruben von Rothschild, 1898
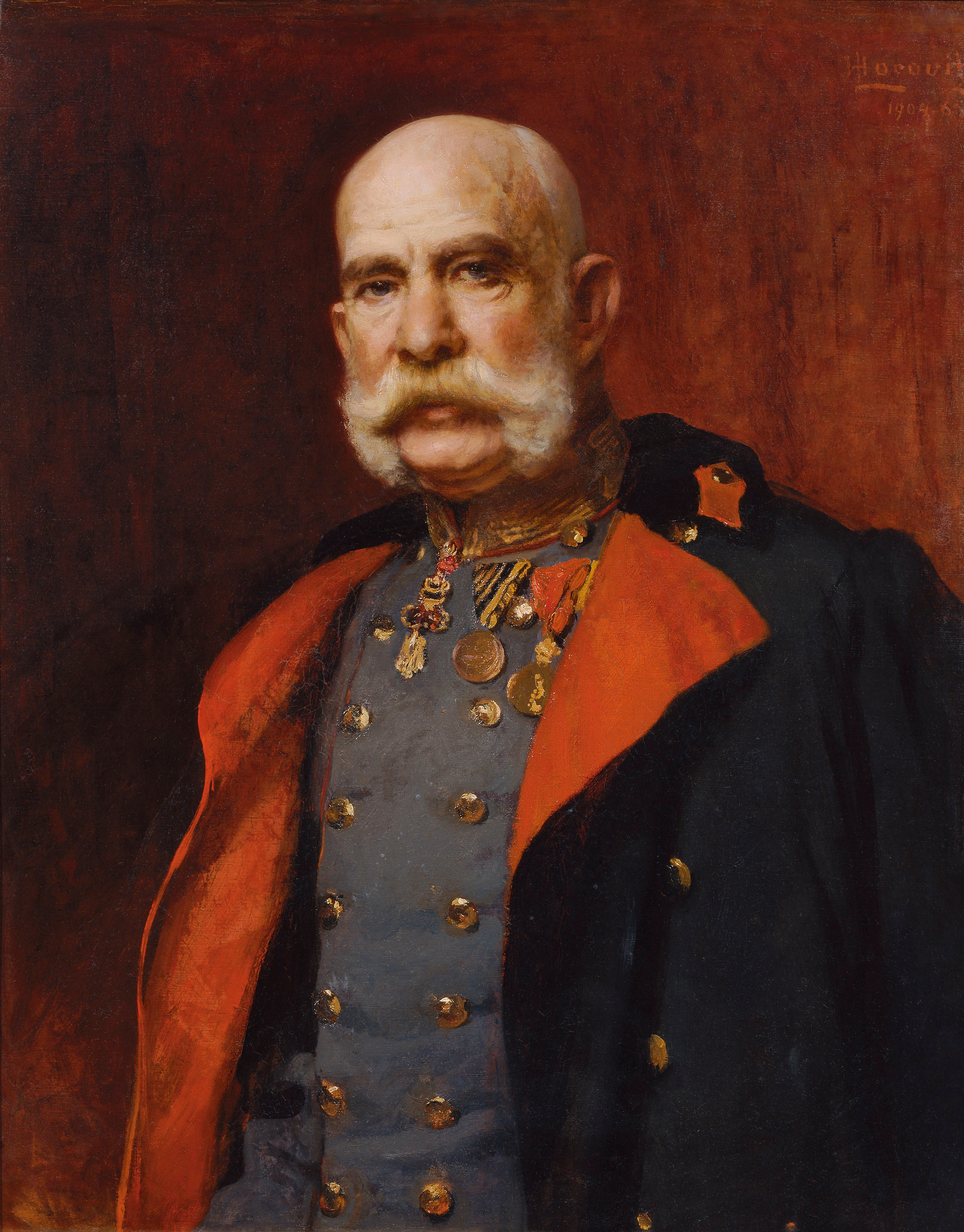
Kaiser Franz Joseph I., 1904–1906